# Catedral del Sagrado Corazón (Rourkela)
La Catedral del Sagrado Corazón es un edificio religioso perteneciente a la Diócesis de Rourkela y uno de los iglesias catedrales más antiguas de Rourkela, en el país asiático de la India. Es parte de un complejo junto con la Escuela de San Pablo, la escuela de San José, Escuela carmelita y la secundaria Hamirpur. Los servicios religiosos cristianos se celebran durante todo el año. En Hamirpur, la iglesia de Rourkela se estableció por primera vez en 1918 después de la construcción de la iglesia en Keshramal en 1908 por la Sociedad de los sacerdotes de Jesús. Esta misión fue llamada Gangpur. En un principio esta iglesia fue parte de la diócesis de Sambalpur se convirtió en catedral del lugar en 1964 y, finalmente, se convirtió en la catedral de Rourkela en 1979.